# Distrikt Ocobamba (Chincheros)
Der Distrikt Ocobamba liegt in der Provinz Chincheros in der Region Apurímac in Zentral-Peru. Der Distrikt wurde am 21. Juni 1825 gegründet. Er hat eine Fläche von 217 km². Beim Zensus 2017 wurden 7208 Einwohner gezählt. Im Jahr 1993 lag die Einwohnerzahl bei 13.164, im Jahr 2007 bei 7901. Die Distriktverwaltung befindet sich in der auf einer Höhe von etwa 3006 m gelegenen Ortschaft Ocobamba mit 884 Einwohnern (Stand 2017). Ocobamba liegt knapp 18 km ostnordöstlich der Provinzhauptstadt Chincheros.

## Geographische Lage
Der Distrikt Ocobamba liegt im Andenhochland im Osten der Provinz Chincheros. Im Norden reicht er bis zum Unterlauf des Río Pampas. Im Osten fließt der Río Chumbao (unterhalb der Einmündung des Río Socos: Río Socoscumbar) entlang der Provinzgrenze nach Norden.
Der Distrikt Ocobamba grenzt im Westen an die Distrikte Ranracancha, Rocchacc und El Porvenir, im Norden an den Distrikt Oronccoy (Provinz La Mar), im Osten an die Distrikte Andarapa und Talavera sowie im Süden an den Distrikt Santa María de Chicmo (die drei letztgenannten Distrikte liegen in der Provinz Andahuaylas).